# Цигелька
Цигелька (словац. Cigeľka, раньше Cigelka, по русински Цигелка) — муниципалитет в районе Бардеёв русинском и цыганских общин. Он расположен внизу, в долине речки Oľchovec горной Бусов (1002 метров над уровнем моря) недалеко от границы Словакия-Польша. Существует греко-католическая церковь святых Космы и Дамиана в 1816 году, в которой служил своей первой литургии впоследствии прешовский епископ Павел Павел Гойдич.

## История
Первое письменное упоминание о Цигельке — в 1414 году. В последующие века принадлежала к усадьбе Маковица (словац. Makovica). В 19-м века деревня была пострадавшей от эмиграции в Северную Америку по экономическим причинам, в 1947 году — доля населения по инициативе советской власти переехала на Украину (в частности, в село Хомут, нынешнее название — Зелений Гай), с 20 по шестидесятых — заре 21-го веков, большинство вернулись в Словакию.
В селе есть памятник жертвам Второй мировой войны из Цигельки — особенно семь юношей, которые были направлены на борьбу с войной без надлежащей подготовки, а также несколько еврейских семей, члены которых погибли в концентрационных лагерях. Мемориал был открыт в октябре 1989 года. Её автором является художник Николай Ловацкий.

## Население
| Год:                | 1994 | 2004     | 2014     | 2024     |
| ------------------- | ---- | -------- | -------- | -------- |
| Количество человек: | 360  | 466      | 556      | 620      |
| Разница:            |      | +29,44 % | +19,31 % | +11,51 % |

## Минеральная вода
Существует минеральная вода с одноименным названием. Альманах спа Чехословацкой Республики 1949 года провозгласил Цигельку курортным местом для лечения желудочных заболеваний, заболеваний верхних дыхательных путей, сердца и кровеносных сосудов, а также кожных заболеваний. В настоящее время нет курортного статуса Цигельки. Первая республика была с минеральными источниками и курортами. В дополнение к соли минеральные источники Цигелька — из десятков киселка источников.

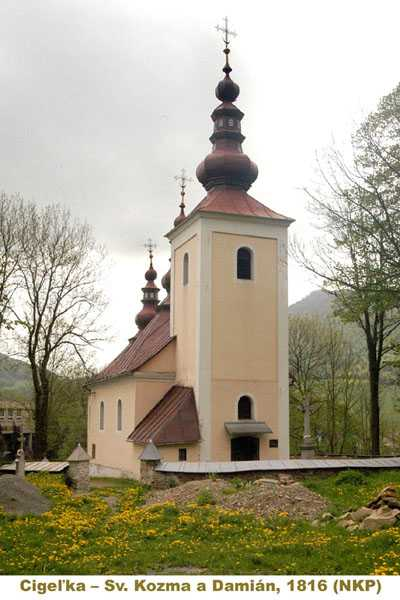
Храм святых Космы и Дамиана в Цигельки
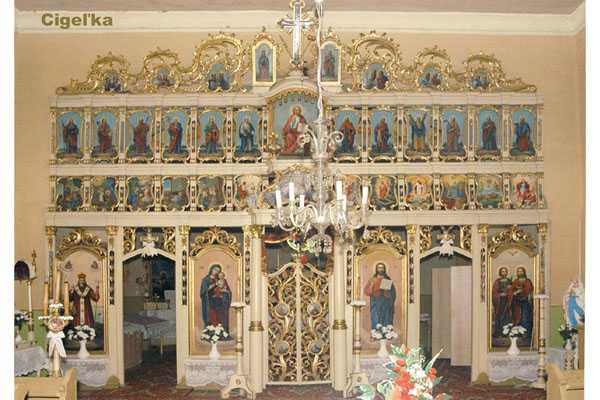
Иконостас храма святых Космы и Дамиана в Цигельки
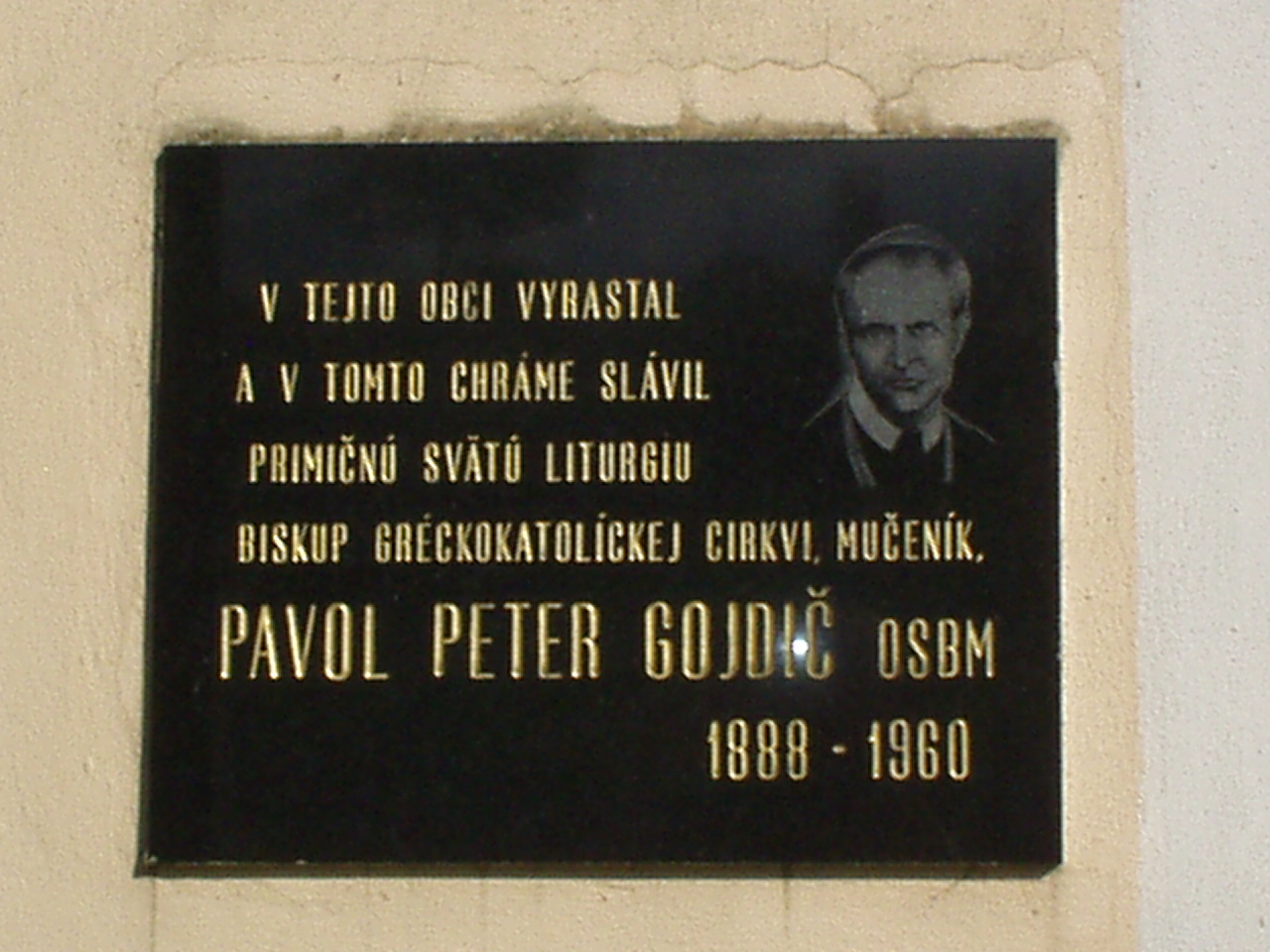
Мемориальная доска на стене храма святых Космы и Дамиана в Цигельки
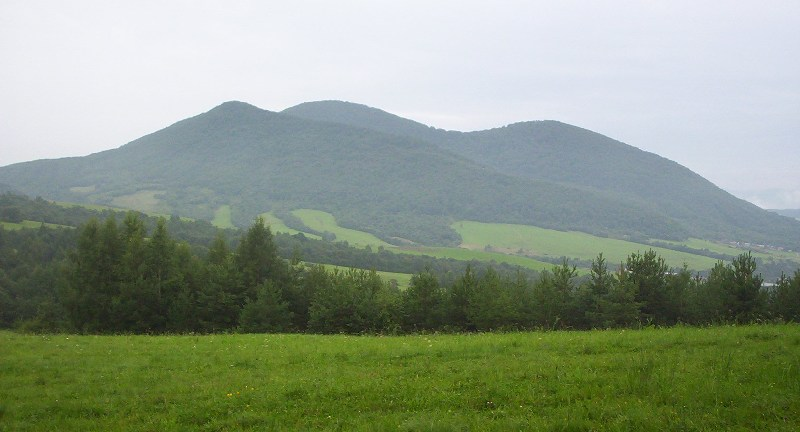
Гора Бусов над Цигелькой